# Station Tienen

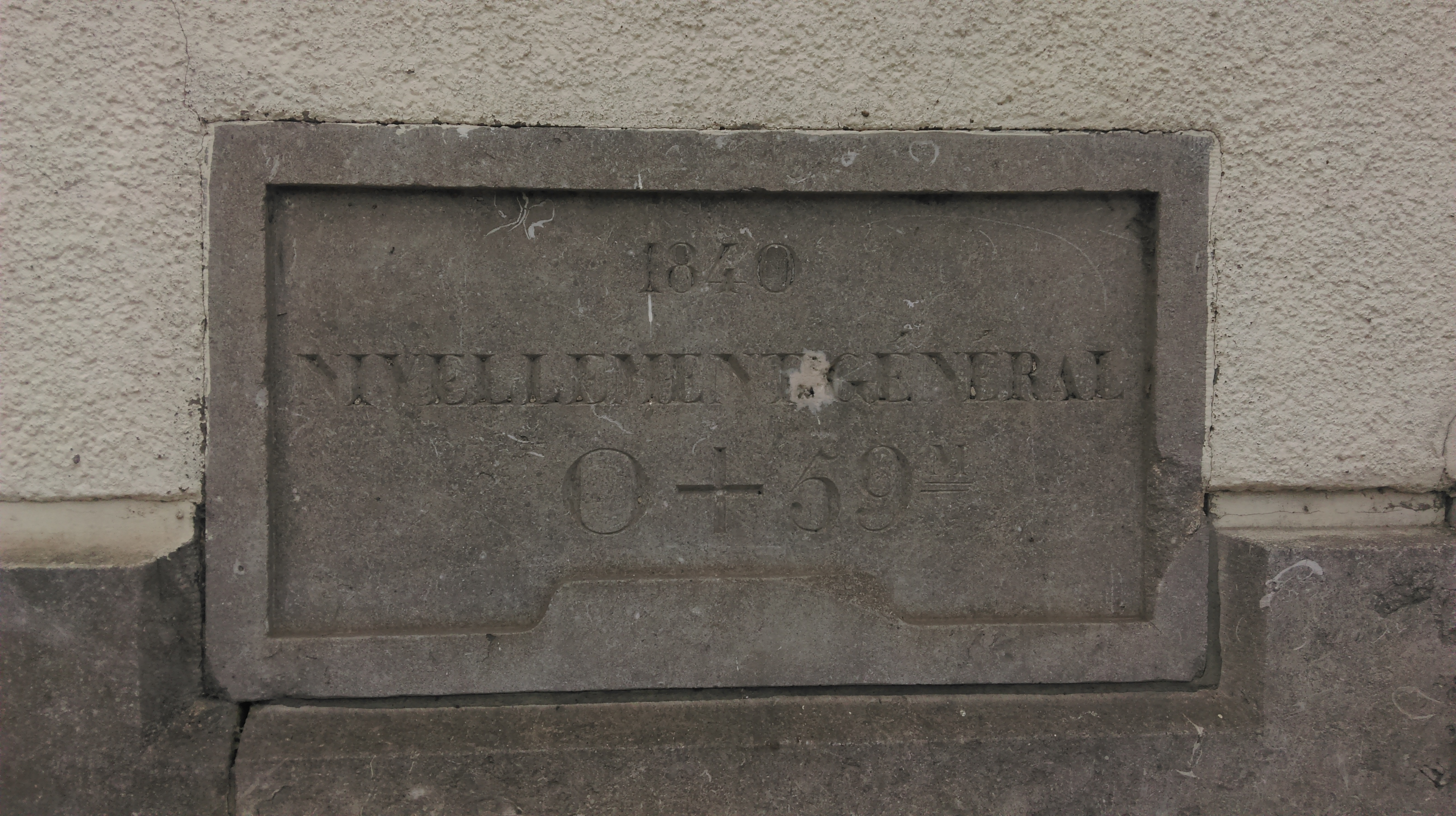
Gevelsteen met jaartal en hoogteaanduiding.

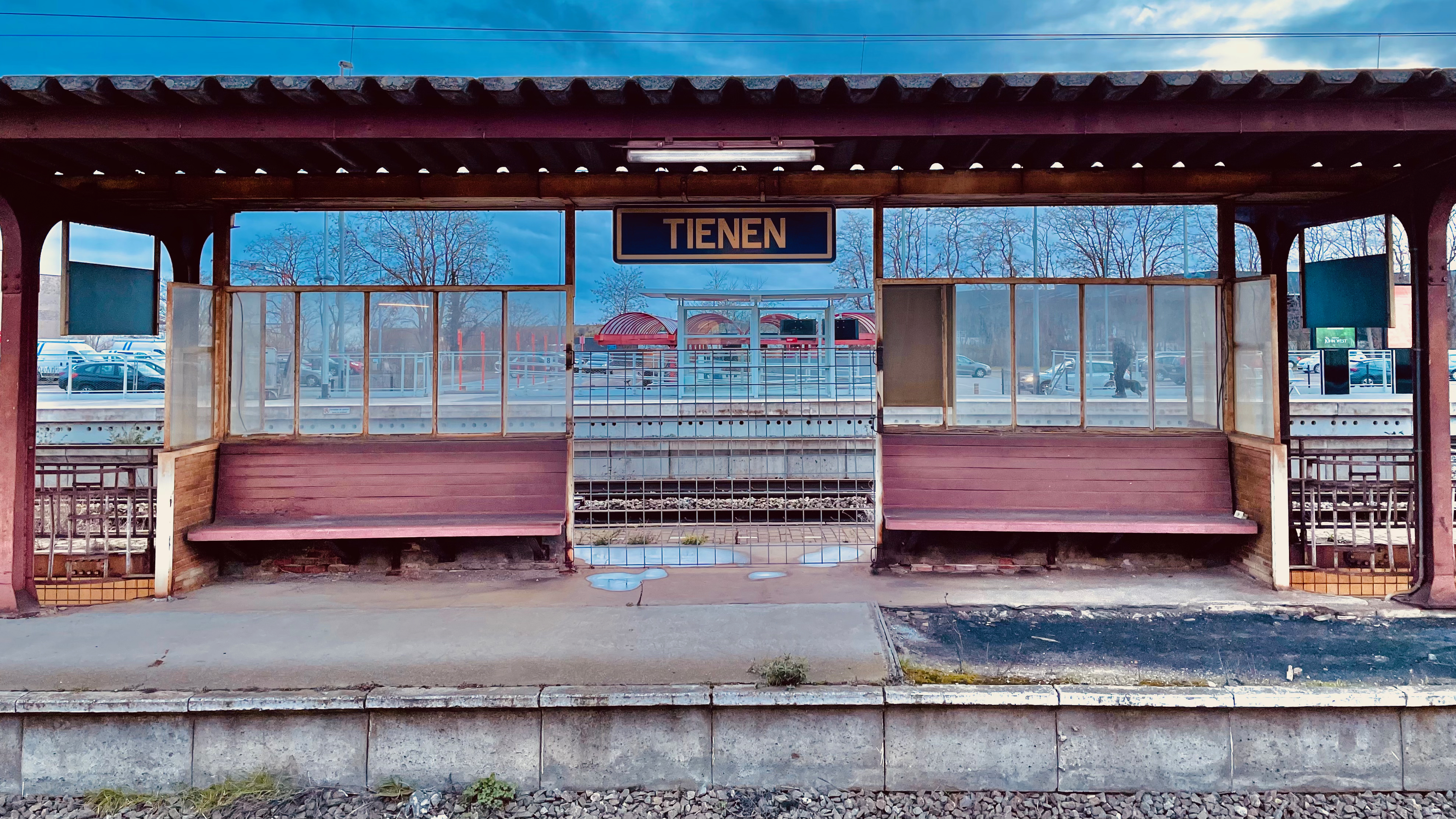
Naambord op een perron

Station Tienen is een spoorwegstation langs spoorlijn 36 (Brussel - Luik) in de stad Tienen.
Het station was tevens het eindstation van de voormalige spoorlijnen 22 uit Diest en 142 uit Namen. Beide spoorlijnen werden tussen 1967 en 1990 over de ganse lengte opgebroken en vervangen door een fietspad.
Het stationsgebouw dateert van 1840 (jaartal vermeld op gevelsteen, zie foto hiernaast) en is het oudste nog bestaande stationsgebouw in België én het Europese vasteland. Het was een evenwichtig gebouw met een hoog centraal deel met puntgevel en aan iedere zijde een gelijkvloerse uitbouw, alle drie met dezelfde ritmiek: venster, deur, venster, deur, venster. Door de vele verbouwingen vanaf eind 19e eeuw is alle symmetrie en uitstraling van het gebouw evenwel verloren gegaan. Ook binnen werd het gebouw regelmatig aangepast aan de noden van de dag en blijft er weinig of niets van de originele architectuur over.
Alle goederensporen werden opgebroken en vervangen door parkeerplaatsen, zowel aan de Zijdelingsestraat als aan de Tramstraat.
Het economisch belang van het station behelst voornamelijk het personenverkeer van pendelaars van en naar Brussel en Leuven.
In het station is men bezig met de renovatie van de sporen en de perrons. De perrons worden opgehoogd en integraal toegankelijk gemaakt, er komen nieuwe luifels en schuilhuisjes, nieuwe toegangshellingen en nieuwe trappen. Deze werken zullen nog tot 2024 duren. Daarnaast zou de NMBS vanaf 2023 ook het stationsgebouw renoveren., maar het stationsgebouw werd in 2025 verkocht aan een bouwondernemer.

## Treindienst
| Serie       | Treinsoort          | Route | Bijzonderheden                                 |
| ----------- | ------------------- | --- | ---------------------------------------------- |
| IC 03       | Intercity (NMBS)    | Genk – Tienen – Leuven – Brussel-Zuid – Gent-Sint-Pieters – Brugge – Blankenberge                              |                                                |
| IC 14       | Intercity (NMBS)    | Quiévrain – Bergen – Brussel-Zuid – Leuven – Tienen – Luik-Guillemins                                          | Rijdt alleen op werkdagen.                     |
| IC 29       | Intercity (NMBS)    | [ De Panne – ] Gent-Sint-Pieters – Aalst – Brussel-Zuid – Brussels Airport-Zaventem – Leuven – Tienen – Landen | Rijdt in het weekend De Panne - Brussel-Noord. |
| S 9         | GEN (NMBS)          | Landen – Tienen – Leuven – Brussel-Schuman – Nijvel                                                            | Rijdt alleen op werkdagen.                     |
| P 7300/8300 | Piekuurtrein (NMBS) | Genk – Hasselt – Tienen – Leuven – Brussel-Zuid                                                                | Rijdt alleen op werkdagen.                     |
| P 7310/8310 | Piekuurtrein (NMBS) | Leuven – Tienen – Hasselt – Genk                                                                               | Rijdt alleen op werkdagen.                     |
| P 7400/8400 | Piekuurtrein (NMBS) | Luik-Guillemins – Tienen – Leuven – Brussel-Zuid                                                               | Rijdt alleen op werkdagen.                     |

## Reizigerstellingen
De grafiek en tabel geven het gemiddeld aantal instappende reizigers weer op een week-, zater- en zondag.
| Tabel: aantal instappende reizigers station Tienen | Tabel: aantal instappende reizigers station Tienen | Tabel: aantal instappende reizigers station Tienen | Tabel: aantal instappende reizigers station Tienen |
|                                                    | Weekdag                                            | Zaterdag                                           | Zondag                                             |
| -------------------------------------------------- | -------------------------------------------------- | -------------------------------------------------- | -------------------------------------------------- |
| 1977                                               | 6 380                                              | 1 167                                              | 965                                                |
| 1978                                               | 5 752                                              | 1 045                                              | 755                                                |
| 1979                                               | 5 900                                              | 784                                                | 796                                                |
| 1980                                               | 5 780                                              | 866                                                | 1 056                                              |
| 1981                                               | 6 356                                              | 997                                                | 700                                                |
| 1982                                               | 5 451                                              | 792                                                | 737                                                |
| 1983                                               | 5 243                                              | 828                                                | 770                                                |
| 1984                                               | 4 507                                              | 787                                                | 570                                                |
| 1985                                               | 5 230                                              | 935                                                | 885                                                |
| 1986                                               | 4 412                                              | 809                                                | 800                                                |
| 1987                                               | 4 182                                              | 798                                                | 735                                                |
| 1988                                               | 4 078                                              | 859                                                | 745                                                |
| 1989                                               | 4 125                                              | 826                                                | 583                                                |
| 1990                                               | 4 208                                              | 1 009                                              | 684                                                |
| 1991                                               | 3 506                                              | 757                                                | 771                                                |
| 1992                                               | 4 154                                              | 880                                                | 655                                                |
| 1993                                               | 3 890                                              | 736                                                | 624                                                |
| 1994                                               | 3 505                                              | 840                                                | 743                                                |
| 1995                                               | 3 989                                              | 918                                                | 767                                                |
| 1996                                               | 4 144                                              | 806                                                | -                                                  |
| 1997                                               | 3 910                                              | 909                                                | -                                                  |
| 1998                                               | 3 952                                              | 1 014                                              | 682                                                |
| 1999                                               | 3 121                                              | 1 058                                              | 718                                                |
| 2000                                               | 3 404                                              | 1 212                                              | 812                                                |
| 2001                                               | 3 531                                              | 1 064                                              | 708                                                |
| 2002                                               | 2 995                                              | 918                                                | 791                                                |
| 2003                                               | 3 010                                              | 980                                                | 793                                                |
| 2004                                               | 3 502                                              | 1 170                                              | 882                                                |
| 2005                                               | 3 437                                              | 1 096                                              | 880                                                |
| 2006                                               | 3 849                                              | 1 302                                              | 960                                                |
| 2007                                               | 3 796                                              | 1 284                                              | 972                                                |
| 2008                                               | -                                                  | -                                                  | -                                                  |
| 2009                                               | 4 398                                              | 1 370                                              | 1 260                                              |
| 2010                                               | -                                                  | -                                                  | -                                                  |
| 2011                                               | -                                                  | -                                                  | -                                                  |
| 2012                                               | 4 639                                              | 1 486                                              | 1 303                                              |
| 2013                                               | 4 978                                              | 1 364                                              | 1 209                                              |
| 2014                                               | 4 033                                              | 1 537                                              | 1 263                                              |
| 2015                                               | 4 708                                              | 1 312                                              | 1 042                                              |
| 2016                                               | 4 853                                              | 1 354                                              | 1 101                                              |
| 2017                                               | 4 548                                              | 1 317                                              | 1 306                                              |
| 2018                                               | 4 157                                              | 1 492                                              | 1 314                                              |
| 2019                                               | 3 963                                              | 1 692                                              | 1 135                                              |
| 2020                                               | 2 500                                              | 495                                                | 510                                                |
| 2021                                               | -                                                  | -                                                  | -                                                  |
| 2022                                               | 3 963                                              | 1 051                                              | 879                                                |
| 2023                                               | 4 056                                              | 1 171                                              | 1 151                                              |
| 2024                                               | 3 874                                              | 695                                                | 630                                                |

## Diensten

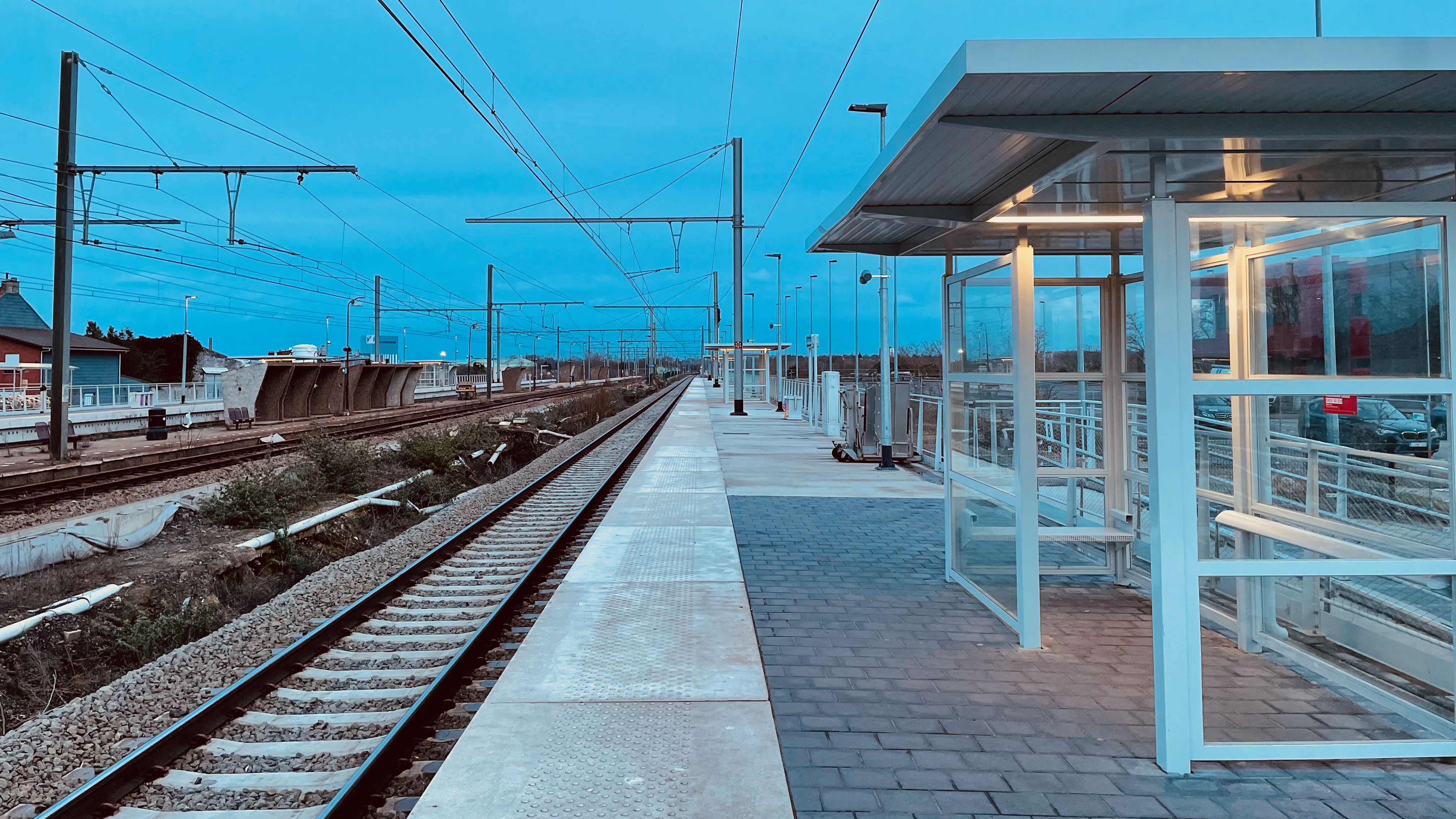
Zicht op de perrons

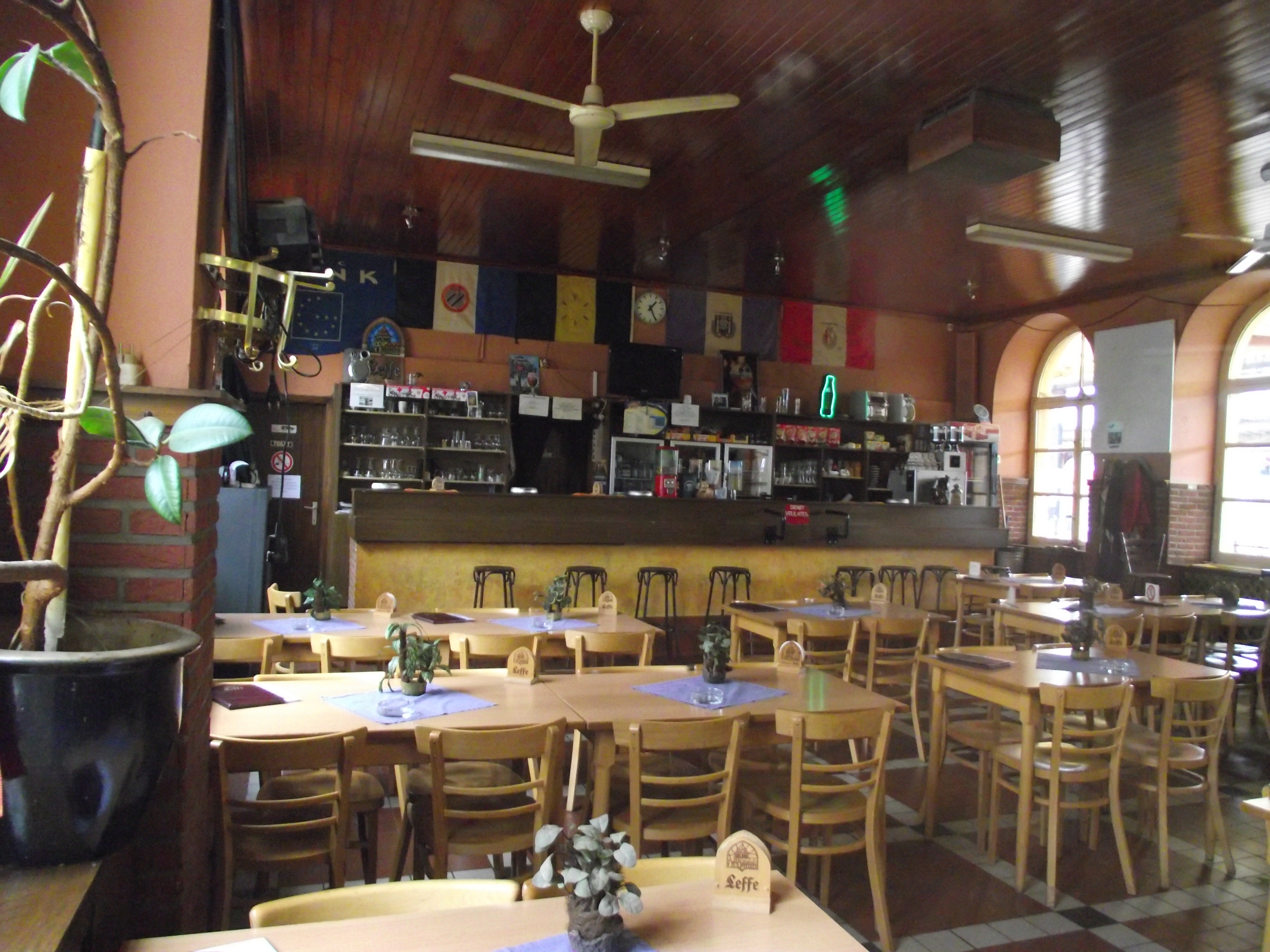
Stationskroeg/restauratie gezien vanuit de lokethal.

In juli 2017 renoveerde de Burgerbeweging OpgewekTienen de klassieke stationskroeg in het stationsgebouw dat eerder omwille van stationsrenovatie werd gesloten. Als Pand 10 is het een open huis voor burger- en buurtinitiatieven.
De oude fietsenstalling in het stationsgebouw is ondertussen gesloten. Er zijn wel fietsrekken voorzien buiten het stationsgebouw, waar er ook blue-bikes ter beschikking zijn. Aan de niet-stadszijde van de spoorlijn is er een grote parkeerplaats die bereikbaar is met een voetgangerstunnel onder de sporen. Het busstation is aan de zijkant van het spoorstation.

## Buurtspoorwegen
Tienen werd bediend door drie buurtspoorlijnen: (lijn 305) naar Bevekom (Brussel), (lijn 297) naar Aarschot  en (lijn 315B) naar Sint-Truiden. De reizigerstrams vertrokken en eindigden voor het spoorstation. De lijn van Bevekom reed echter eerst langs de achterzijde van het station, waar er een stelplaats was. Verderop reed de tram dan onder de spoorweg door om uiteindelijk bij het spoorstation te komen. Vele trams uit Bevekom eindigden dan ook op de stelplaats. De vroegere stelplaats werd tot 2017 gebruikt door De Lijn bussen. Daarna zijn deze bussen naar de stelplaats van Tielt-Winge verhuist. Intussen zijn deze door hun ouderdom al allemaal uit dienst genomen.
0,0: Tienen ·
3,3: Grimde ·
6,9: Oplinter ·
9,2: Neerlinter ·
11,4: Drieslinter ·
15,4: Budingen ·
18,9: Geetbets ·
25,0: Halen ·
27,2: Zelk ·
29,1: Webbekom ·
32,1: Diest
0,0: Brussel-Noord ·
2,4: Schaarbeek ·
5,5: Haren-Zuid ·
7,0: Diegem ·
9,4: Zaventem ·
12,0: Nossegem ·
14,7: Kortenberg ·
16,1: Zavelstraat ·
17,8: Erps-Kwerps ·
19,2: Beisem ·
21,1: Veltem ·
24:0: Herent ·
28,8: Leuven ·
34,1: Korbeek-Lo ·
36,1: Lovenjoel ·
40,0: Vertrijk ·
42,0: Roosbeek ·
44,3: Kumtich ·
47,4: Tienen ·
53,8: Ezemaal ·
57,0: Neerwinden ·
60,7: Landen ·
64,0: Gingelom ·
69,0: Jeuk-Rosoux ·
71,5: Corswarem ·
74,5: Waremme ·
77,2: Bleret ·
79,8: Remicourt ·
83,2: Momalle ·
85,4: Fexhe-le-Haut-Clocher ·
87,8: Voroux-Goreux ·
89,9: Bierset-Awans ·
93,4: Ans ·
94,7: Montegnée ·
97,0: Liège-Haut-Pré ·
99,9: Luik-Guillemins
0,0: Namen ·
2,8: Frizet ·
5,5: Vedrin ·
6,4: Daussoulx ·
8,3: Cognelée ·
9,6; Waret-Chaussée ·
12,1: Leuze-Longchamps ·
16,2: Eghezée ·
18,2: Noville-Taviers ·
23,0: Ramillies ·
25,5: Hedenge ·
27,9: Huppaye ·
31,4: Geldenaken ·
33,4: Sint-Jans-Geest ·
35,7: Zittert-Lummen ·
37,8: Hoegaarden ·
41,2: Bost ·
43,5: Tienen